# (4446) Carolyn
(4446) Carolyn est un astéroïde de la ceinture principale.

## Description
(4446) Carolyn est un astéroïde de la ceinture principale. Il fut découvert par Edward L. G. Bowell le 15 octobre 1985 à Flagstaff (Observatoire Lowell). Il présente une orbite caractérisée par un demi-grand axe de 3,98 UA, une excentricité de 0,2799 et une inclinaison de 7,239° par rapport à l'écliptique.
Il fut nommé en hommage à l'astronome américaine Carolyn Spellmann Shoemaker, qui découvrit comètes et astéroïdes.

## Compléments